# Fußball-Bundesliga 2016/17

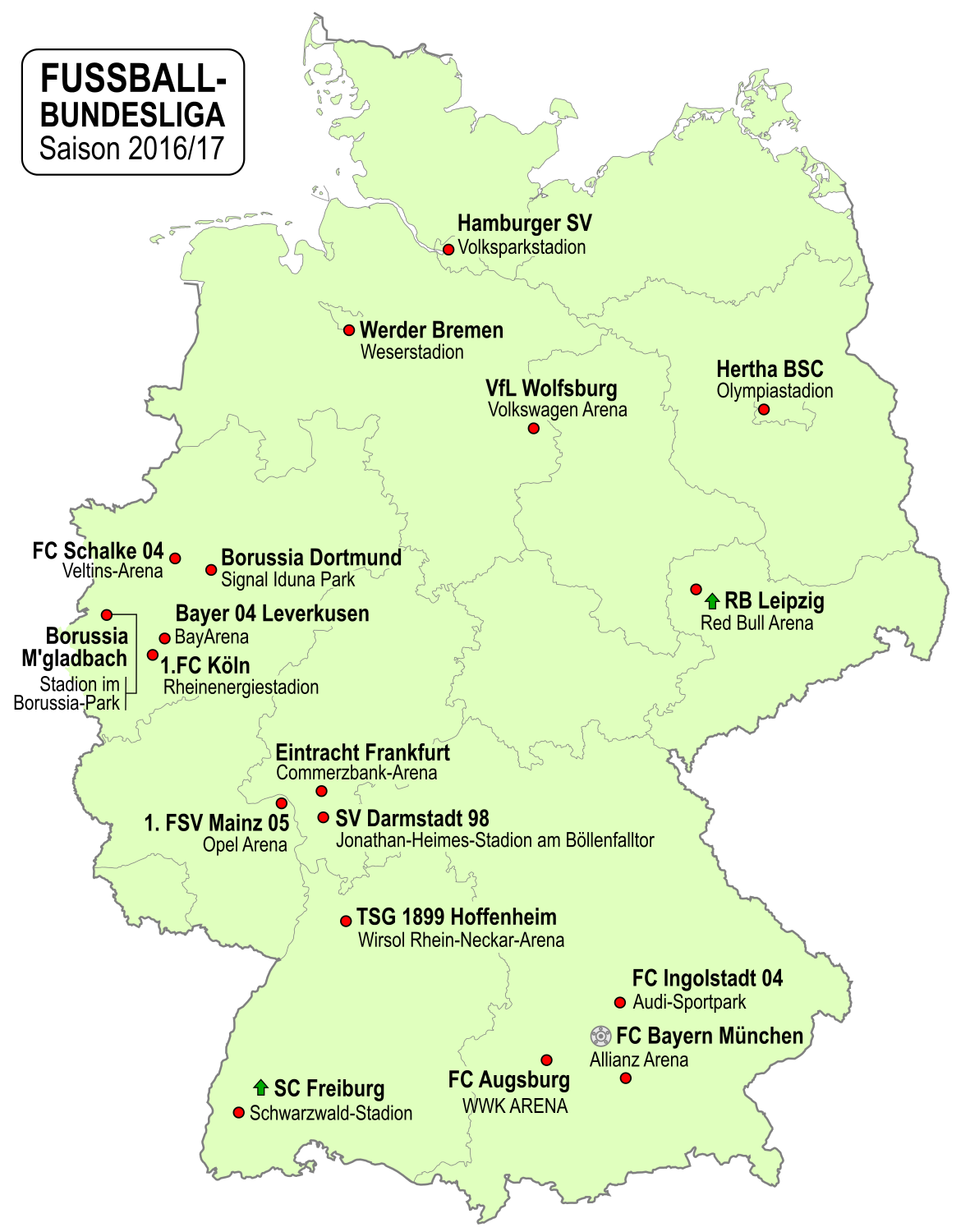
Teilnehmende Vereine der Bundesliga 2016/17

Die Bundesliga 2016/17 war die 54. Spielzeit der höchsten deutschen Spielklasse im Fußball der Männer. Sie begann am 26. August 2016 mit einem Heimspiel des Titelverteidigers FC Bayern München gegen Werder Bremen (6:0) und endete am 20. Mai 2017. Vom 22. Dezember 2016 bis zum 19. Januar 2017 wurde sie, ausnahmsweise schon nach dem 16. Spieltag, durch die Winterpause unterbrochen. Am 31. Spieltag wurde der FC Bayern München durch einen 6:0-Auswärtserfolg beim VfL Wolfsburg Deutscher Fußballmeister.

## Saisonverlauf

### Meisterschaftskampf
Zum fünften Mal in Folge sicherte sich der FC Bayern München die Meisterschale, wobei die Münchner erst in der Rückrunde die Konkurrenz nach Belieben dominieren konnten. Die Elf von Carlo Ancelotti hatte in der Hinrunde die meiste Zeit Probleme, Spiele nach ihren Vorstellungen zu gestalten. Dem 6:0-Auftakterfolg gegen Werder Bremen folgte ein später 2:0-Sieg beim FC Schalke 04, bei dem die Münchner erst in der Schlussphase zwischen der 80. und 90. Minute ihre Tore erzielten. Beim Auswärtssieg in Hamburg dauerte es gar bis zur 88. Minute, ehe Kimmich das Tor des Tages schoss. Nach dem 0:1 bei Borussia Dortmund am 11. Spieltag mussten die Bayern erstmals nach 39 saisonübergreifenden Spieltagen die Tabellenspitze an den Liganeuling RB Leipzig abgeben. Durch einen 5:0-Heimerfolg gegen den VfL Wolfsburg und eine gleichzeitige Niederlage der Sachsen beim FC Ingolstadt eroberte die Mannschaft die Tabellenspitze am 14. Spieltag zurück und behielt diese bis zum Saisonende.
RB Leipzig wurde vor Saisonbeginn als Aufsteiger eher als Kandidat für einen Mittelfeldplatz angesehen. Ralf Rangnick gab vor der Saison zugunsten des vom FC Ingolstadt an den Cottaweg gewechselten Ralph Hasenhüttl seinen Trainerposten auf und konzentrierte sich wieder auf seine Aufgaben als Sportdirektor. Die Aufstiegsmannschaft wurde u. a. mit Naby Keïta, Timo Werner und Oliver Burke verstärkt, wobei die Ersteren sich sofort in der Mannschaft durchsetzen konnten. Nach der Pokalpleite bei Dynamo Dresden starteten die Sachsen äußerst stark in die neue Saison. Einem 2:2 bei der TSG 1899 Hoffenheim folgten Siege gegen den zu diesem Zeitpunkt amtierenden Vizemeister Borussia Dortmund und den Hamburger SV. Ab dem sechsten Spieltag gewann RB 8 Spiele in Folge und übernahm mit dem 3:2-Auswärtserfolg in Leverkusen am 11. Spieltag die Tabellenspitze. Es war gleichzeitig die erste Tabellenführung einer Mannschaft aus den neuen Bundesländern seit Hansa Rostock im August 1991. Gegen die Bayern musste man sich mit 0:3 geschlagen geben. Es folgte eine holprige Rückrunde, in der die Sachsen zwar acht Siege feierten, aber auch fünf Niederlagen und vier Unentschieden hinnehmen mussten. Nachdem am 29. Spieltag jedoch der SC Freiburg mit 4:0 besiegt wurde, stand die erstmalige Teilnahme an einem europäischen Wettbewerb fest, was zugleich für die Stadt Leipzig nach 29 Jahren Abstinenz die Rückkehr auf die internationale Fußballebene bedeutete. Am 32. Spieltag qualifizierten sich die Sachsen durch ein 4:1 bei Hertha BSC für die UEFA Champions League und wurden am darauffolgenden Spieltag trotz einer erneuten Niederlage gegen die Bayern Vizemeister.
Borussia Dortmund blieb hinter den Erwartungen zurück. Nach dem achten Spieltag lagen die Borussen bereits sechs Punkte hinter den Bayern. Allgemein wurde die Saison durch zutage tretende Probleme zwischen Cheftrainer Thomas Tuchel und der Mannschaft geprägt. Der Abstand zur Spitze verkleinerte sich zwar Mitte der Hinrunde noch einmal, jedoch kam Borussia Dortmund nie über den dritten Platz hinaus und schien zwischenzeitlich sogar Gefahr zu laufen, sich nicht direkt für die Champions League qualifizieren zu können. Im April musste die Mannschaft zudem ein Schockerlebnis verarbeiten, als vor dem Champions-League-Achtelfinale gegen Monaco der Dortmunder Mannschaftsbus Ziel eines Anschlags wurde, bei dem ein Polizist und der Spieler Marc Bartra verletzt wurden. Im Umgang mit dem Anschlag offenbarten sich weitere Differenzen zwischen Tuchel und der Vereinsführung. In der Bundesliga verlor der BVB danach aber kein Spiel mehr, sicherte sich die direkte CL-Qualifikation und gewann sogar noch den DFB-Pokal. Dennoch wurde Thomas Tuchel nach Saisonende entlassen.

### Internationale Plätze
Die TSG 1899 Hoffenheim gestaltete ihre Saison erstmals seit Jahren durchaus erfolgreich und blieb als einzige Mannschaft gegen die Münchner ungeschlagen. Einem 1:1 in München stand ein 1:0-Heimsieg gegen den alten und neuen Meister gegenüber. Unter Julian Nagelsmann verloren die Kraichgauer erst am 19. Spieltag das erste Spiel und lieferten sich ab Mitte der Hinrunde mit Borussia Dortmund, Eintracht Frankfurt und Hertha BSC einen engen Kampf um die Champions-League-Plätze. Ab dem Rückrundenstart blieb allerdings nur noch Borussia Dortmund als direkter Konkurrent übrig. Zwischen dem 26. und 29. Spieltag lagen die Hoffenheimer auf Platz 3 und kehrten auch am 31. Spieltag noch einmal dorthin zurück, mussten sich jedoch am Ende im direkten Duell am 32. Spieltag mit 2:1 gegen Borussia Dortmund geschlagen geben, womit die Teilnahme an der CL-Qualifikation feststand.
Zu einer der Überraschungsmannschaften im Kampf um Europa entwickelte sich der 1. FC Köln. Im Verlauf der Hinrunde kamen die Domstädter durch Souveränität und eine eingespielte Elf zu achtbaren Erfolgen wie zum Beispiel einem 1:1 gegen die Bayern am sechsten Spieltag. Im Saisonverlauf blieb der „Effzeh“ immer in der Reichweite der internationalen Plätze und schaffte schließlich mit einem 2:0 gegen Mainz 05 am letzten Spieltag die erste Europapokal-Qualifikation seit 25 Jahren.
Auch Hertha BSC war im Saisonverlauf nie ernsthaft aus den internationalen Plätzen zu verdrängen. Daran konnte auch die zuletzt miserable Auswärtsbilanz (nach dem 15. Spieltag gelang nur noch ein einziger Auswärtssieg) nichts ändern. Die Elf von Trainer Pal Dardai zeigte vor allem im letzten Saisondrittel wenig konstante Leistungen, hielt aber dennoch den Abstand zu den Konkurrenten und erreichte zu Saisonende die direkte Qualifikation für die Europa League.
Überraschend qualifizierte sich durch den Dortmunder Pokalsieg der SC Freiburg als Aufsteiger für die dritte Runde der Europa-League-Qualifikation. Nach dem direkten Wiederaufstieg spielte die Mannschaft eine starke Saison und war die gesamte Zeit über in Reichweite der internationalen Plätze zu finden. Nach einem zwischenzeitlichen Sturz auf Platz 11 stabilisierte sich die Elf von Christian Streich und stand am Ende der Saison über sechs Wochen lang unter den ersten acht Mannschaften der Tabelle.

### Mittelfeld: Höhenflug von Werder, Ernüchterung auf Schalke
Werder Bremen zählte lange Zeit zu den Abstiegskandidaten in der Liga. Nach einer Serie von drei Niederlagen zu Beginn der Spielzeit musste das Trainerteam Skripnik/Frings seinen Posten räumen, als Interimstrainer fungierte zunächst Alexander Nouri, der am 1. Oktober zum Cheftrainer erklärt wurde. Der Abwärtstrend der Bremer war zunächst gestoppt, trotzdem verblieb die Mannschaft in Abstiegsgefahr und stand zum Ende der Hinrunde auf Platz 15. Die zweite Saisonhälfte wurde zum Wendepunkt für die Mannschaft vom Osterdeich. Nachdem sich Werder bis zum 25. Spieltag nicht aus der Abstiegszone befreien konnte, folgte ein starker Schlussspurt mit Siegen gegen Schalke 04 und Hertha BSC, der die Bremer in der Schlusstabelle auf Rang 8 katapultierte.
Borussia Mönchengladbach wurde vor der Saison als Kandidat für die internationalen Plätze gehandelt, konnte jedoch nie wirklich überzeugen und hatte mit Verletzungen seiner Leistungsträger zu kämpfen. Nach einer sportlichen Talfahrt, die den Verein von Platz fünf bis in die Nähe des Relegationsplatzes brachte, wurde André Schubert entlassen und durch Dieter Hecking ersetzt. Dieser konnte die Mannschaft zwar bis ins Achtelfinale der Europa League und ins Halbfinale des DFB-Pokals führen, doch auch unter ihm fanden die Fohlen keinen Anschluss an die oberen Ränge. Am Ende stand Platz neun.
Schalkes internationale Träume platzten spätestens mit dem Aus im Europa-League-Viertelfinale gegen Ajax Amsterdam. Einer Serie von fünf Auftaktniederlagen folgte eine Saison, die sich komplett im Niemandsland der Tabelle abspielte. Die Schalker fanden nicht zu ihrem gewohnten Spiel, und zusätzlich gab es immer wieder Niederlagen gegen Konkurrenten um die europäischen Plätze. Nach einem enttäuschenden 10. Platz am Ende der Saison wurde Trainer Markus Weinzierl entlassen.
Eintracht Frankfurt hatte nach der Relegation die gesamte Saison über mit dem Abstiegskampf nichts zu tun, kämpfte aber immer wieder mit fehlender Konstanz. Nachdem man zum Auftakt der Rückrunde drei Spieltage hintereinander auf Platz drei verweilte, führten Niederlagen unter anderem gegen Hertha BSC und den FC Ingolstadt zum Sturz ins Tabellenmittelfeld. Am Ende landeten die Adler auf Platz 11. Außerdem wurde das Finale im DFB-Pokal erreicht.
Bayer 04 Leverkusen ereilte ein ähnliches Schicksal. Nach einem durchwachsenen Saisonstart blieb die Werkself lange Zeit zwar in der Nähe der internationalen Plätze, stand jedoch nur an zwei Spieltagen in der Hinrunde auf Platz 6. Während man in der Champions League gute Leistungen abliefern konnte, blieb es in der Bundesliga zumeist bei Tabellenplätzen unterhalb der europäischen Regionen. Nach einer 2:6-Niederlage gegen Borussia Dortmund am 23. Spieltag wurde Roger Schmidt entlassen und durch Tayfun Korkut ersetzt, der den Sturz der Mannschaft auf Tabellenplatz 12 zum Saisonende jedoch auch nicht mehr verhindern konnte.

### Abstiegskampf: Zitterpartie für Hamburg und das bittere Ende für den FC Ingolstadt
Der FC Augsburg behauptete sich über den Großteil der Saison im unteren Mittelfeld und konnte dabei in der Hinrunde unter anderem von Siegen gegen die direkte Konkurrenz aus Bremen, Darmstadt und Ingolstadt profitieren. Dennoch war die Hinrundenbilanz mit nur 3 Siegen bis zum 14. Spieltag das Aus für den aus Darmstadt geholten Dirk Schuster. Er wurde am 14. Dezember nach dem Auswärtsspiel in Hamburg beurlaubt und durch Manuel Baum ersetzt. Dieser konnte die Fuggerstädter stabilisieren und in der Bundesliga halten.
Der Hamburger SV startete äußerst schwach in die neue Saison. Aus den ersten fünf Spielen wurde nur ein einziger Punkt gegen den FC Ingolstadt, gleich am ersten Spieltag, geholt. Nach dem 5. Spieltag wurde der nur ein Jahr zuvor als Retter gefeierte Bruno Labbadia entlassen – für ihn kam Markus Gisdol. Doch auch unter ihm gerieten die Hanseaten nicht in ruhigere Tabellenregionen, auch wenn am 28. Spieltag mit Platz 13 die zweithöchste Platzierung in der Saison erreicht wurde. Durch ein 2:1 gegen den VfL Wolfsburg konnte man am letzten Spieltag doch noch die Relegation abwenden.
Der FSV Mainz 05 geriet zu einer der negativen Überraschungen der Saison. Einer Hinrunde, die sich weitestgehend im Bereich der oberen Mittelfeldränge abspielte, folgte ein kontinuierlicher Absturz in der Rückrunde, der mit der Niederlage in Freiburg am 28. Spieltag seinen Höhepunkt fand. Sowohl in der Europa League als auch in der Bundesliga geriet die Saison zu einer Enttäuschung. Am Saisonende belegten die Rheinhessen Platz 15. Cheftrainer Martin Schmidt wurde nach der Saison freigestellt.
Der VfL Wolfsburg geriet nach einem guten Saisonstart bereits am 6. Spieltag ins untere Mittelfeld der Tabelle und fortwährend in Abstiegsgefahr. Dieter Hecking wurde nach der Niederlage gegen RB Leipzig am 8. Spieltag gefeuert und durch Valérien Ismaël, der zuvor die Wolfsburger U23 trainierte ersetzt. Doch auch unter ihm wurden die Probleme der Wolfsburger nicht behoben, weiter bestimmten Inkonstanz und Passivität das Wolfsburger Spiel. Befeuert wurde dies auch durch interne Querelen der Mannschaft. Mitte Dezember wurde schließlich auch Klaus Allofs als Geschäftsführer Sport entlassen und durch Olaf Rebbe ersetzt. Nachdem sich auch zu Beginn der Rückrunde keine Besserung einstellte, wurde am 26. Februar Andries Jonker als neuer Cheftrainer verpflichtet. Unter diesem konnte man zwar einige Spiele in der Rückrunde erfolgreich gestalten, aber vor der Relegation bewahrte dies den Verein nicht. Durch zwei Siege gegen Eintracht Braunschweig konnte man dennoch die Klasse halten.
Der FC Ingolstadt befand sich die gesamte Saison über im Abstiegskampf. Dies war erwartbar, da die Mannschaft neben dem SV Darmstadt 98 den kleinsten Etat der Liga besaß. Dennoch konnte man sich viele kleine Erfolge erkämpfen, sodass bis zuletzt Platz 15 in greifbare Nähe rutschte. Doch auch der Anfang November verpflichtete neue Cheftrainer Maik Walpurgis konnte den Abstieg nicht verhindern. Nach dem 33. Spieltag und einem 1:1 in Freiburg war der Abstieg der Schanzer nach nur zwei Spielzeiten in der Bundesliga besiegelt.
Darmstadt 98 befand sich ebenso wie der FC Ingolstadt von Anfang an im Kampf um den Klassenerhalt. Zum Hinrundenende erfolgte am 14. Spieltag durch eine 0:1-Niederlage in Freiburg der erstmalige Sturz auf den letzten Tabellenplatz. Trainer Norbert Meier war schon eine Woche zuvor nach einer 0:2-Heimniederlage gegen den HSV entlassen worden. Auch Interimstrainer Ramon Berndroth und sein Nachfolger Torsten Frings konnten den Abstieg des SV Darmstadt 98, der in der gesamten Rückrunde nicht einmal den letzten Platz verließ, nicht mehr verhindern. Nach einer Niederlage bei Bayern München am 32. Spieltag stand der Abstieg fest.

## Statistiken

### Abschlusstabelle
| Pl. | Verein                   | Sp. | S  | U  | N  | Tore    | Diff. | Punkte |
| --- | ------------------------ | --- | -- | -- | -- | ------- | ----- | ------ |
| 1.  | FC Bayern München (M, P) | 34  | 25 | 7  | 2  | 089:220 | +67   | 82     |
| 2.  | RB Leipzig (N)           | 34  | 20 | 7  | 7  | 066:390 | +27   | 67     |
| 3.  | Borussia Dortmund        | 34  | 18 | 10 | 6  | 072:400 | +32   | 64     |
| 4.  | TSG 1899 Hoffenheim      | 34  | 16 | 14 | 4  | 064:370 | +27   | 62     |
| 5.  | 1. FC Köln               | 34  | 12 | 13 | 9  | 051:420 | +9    | 49     |
| 6.  | Hertha BSC               | 34  | 15 | 4  | 15 | 043:470 | −4    | 49     |
| 7.  | SC Freiburg (N)          | 34  | 14 | 6  | 14 | 042:600 | −18   | 48     |
| 8.  | Werder Bremen            | 34  | 13 | 6  | 15 | 061:640 | −3    | 45     |
| 9.  | Borussia Mönchengladbach | 34  | 12 | 9  | 13 | 045:490 | −4    | 45     |
| 10. | FC Schalke 04            | 34  | 11 | 10 | 13 | 045:400 | +5    | 43     |
| 11. | Eintracht Frankfurt (R)  | 34  | 11 | 9  | 14 | 036:430 | −7    | 42     |
| 12. | Bayer 04 Leverkusen      | 34  | 11 | 8  | 15 | 053:550 | −2    | 41     |
| 13. | FC Augsburg              | 34  | 9  | 11 | 14 | 035:510 | −16   | 38     |
| 14. | Hamburger SV             | 34  | 10 | 8  | 16 | 033:610 | −28   | 38     |
| 15. | 1. FSV Mainz 05          | 34  | 10 | 7  | 17 | 044:550 | −11   | 37     |
| 16. | VfL Wolfsburg            | 34  | 10 | 7  | 17 | 034:520 | −18   | 37     |
| 17. | FC Ingolstadt 04         | 34  | 8  | 8  | 18 | 036:570 | −21   | 32     |
| 18. | SV Darmstadt 98          | 34  | 7  | 4  | 23 | 028:630 | −35   | 25     |

| Zum Saisonende 2016/17: |                                                                   |
| Deutscher Meister und Teilnahme an der Gruppenphase der Champions League 2017/18 Teilnahme an der Gruppenphase der Champions League 2017/18 Teilnahme an den Play-offs zur Champions League 2017/18 Teilnahme an der Gruppenphase der Europa League 2017/18 Teilnahme an der 3. Qualifikationsrunde zur Europa League 2017/18 Teilnahme an den Relegationsspielen gegen den Drittplatzierten der 2. Bundesliga 2016/17 Abstieg in die 2. Bundesliga 2017/18 |                                                                   |
| |                                                                   |
| Zum Saisonende 2015/16: |                                                                   |
| (M) | Deutscher Meister 2015/16: FC Bayern München                      |
| (P) | DFB-Pokal-Sieger 2015/16: FC Bayern München                       |
| (R) | Sieger der Relegation 2015/16: Eintracht Frankfurt                |
| (N) | Aufsteiger aus der 2. Bundesliga 2015/16: SC Freiburg, RB Leipzig |

### Tabellenverlauf
Die Nummer vor dem Vereinsnamen gibt die Abschlussposition an, um die Zuordnung zu erleichtern.

### Kreuztabelle
Die Kreuztabelle stellt die Ergebnisse aller Spiele dieser Saison dar. Die Heimmannschaft ist in der linken Spalte, die Gastmannschaft in der oberen Zeile aufgelistet.
| 2016/17                  | FC Bayern München | RB Leipzig | Borussia Dortmund | TSG 1899 Hoffenheim | 1. FC Köln | Hertha BSC | SC Freiburg | Werder Bremen | Borussia Mönchengladbach | FC Schalke 04 | Eintracht Frankfurt | Bayer 04 Leverkusen | FC Augsburg | Hamburger SV | FSV Mainz 05 | VfL Wolfsburg | FC Ingolstadt 04 | SV Darmstadt 98 |
| ------------------------ | ----------------- | ---------- | ----------------- | ------------------- | ---------- | ---------- | ----------- | ------------- | ------------------------ | ------------- | ------------------- | ------------------- | ----------- | ------------ | ------------ | ------------- | ---------------- | --------------- |
| FC Bayern München        |                   | 3:0        | 4:1               | 1:1                 | 1:1        | 3:0        | 4:1         | 6:0           | 2:0                      | 1:1           | 3:0                 | 2:1                 | 6:0         | 8:0          | 2:2          | 5:0           | 3:1              | 1:0             |
| RB Leipzig               | 4:5               |            | 1:0               | 2:1                 | 3:1        | 2:0        | 4:0         | 3:1           | 1:1                      | 2:1           | 3:0                 | 1:0                 | 2:1         | 0:3          | 3:1          | 0:1           | 0:0              | 4:0             |
| Borussia Dortmund        | 1:0               | 1:0        |                   | 2:1                 | 0:0        | 1:1        | 3:1         | 4:3           | 4:1                      | 0:0           | 3:1                 | 6:2                 | 1:1         | 3:0          | 2:1          | 3:0           | 1:0              | 6:0             |
| TSG 1899 Hoffenheim      | 1:0               | 2:2        | 2:2               |                     | 4:0        | 1:0        | 2:1         | 1:1           | 5:3                      | 2:1           | 1:0                 | 1:0                 | 0:0         | 2:2          | 4:0          | 0:0           | 5:2              | 2:0             |
| 1. FC Köln               | 0:3               | 1:1        | 1:1               | 1:1                 |            | 4:2        | 3:0         | 4:3           | 2:3                      | 1:1           | 1:0                 | 1:1                 | 0:0         | 3:0          | 2:0          | 1:0           | 2:1              | 2:0             |
| Hertha BSC               | 1:1               | 1:4        | 2:1               | 1:3                 | 2:1        |            | 2:1         | 0:1           | 3:0                      | 2:0           | 2:0                 | 2:6                 | 2:0         | 2:0          | 2:1          | 1:0           | 1:0              | 2:0             |
| SC Freiburg              | 1:2               | 1:4        | 0:3               | 1:1                 | 2:1        | 2:1        |             | 2:5           | 3:1                      | 2:0           | 1:0                 | 2:1                 | 2:1         | 1:0          | 1:0          | 0:3           | 1:1              | 1:0             |
| Werder Bremen            | 1:2               | 3:0        | 1:2               | 3:5                 | 1:1        | 2:0        | 1:3         |               | 0:1                      | 3:0           | 1:2                 | 2:1                 | 1:2         | 2:1          | 1:2          | 2:1           | 2:1              | 2:0             |
| Borussia Mönchengladbach | 0:1               | 1:2        | 2:3               | 1:1                 | 1:2        | 1:0        | 3:0         | 4:1           |                          | 4:2           | 0:0                 | 2:1                 | 1:1         | 0:0          | 1:0          | 1:2           | 2:0              | 2:2             |
| FC Schalke 04            | 0:2               | 1:1        | 1:1               | 1:1                 | 1:3        | 2:0        | 1:1         | 3:1           | 4:0                      |               | 0:1                 | 0:1                 | 3:0         | 1:1          | 3:0          | 4:1           | 1:0              | 3:1             |
| Eintracht Frankfurt      | 2:2               | 2:2        | 2:1               | 0:0                 | 1:0        | 3:3        | 1:2         | 2:2           | 0:0                      | 1:0           |                     | 2:1                 | 3:1         | 0:0          | 3:0          | 0:2           | 0:2              | 2:0             |
| Bayer 04 Leverkusen      | 0:0               | 2:3        | 2:0               | 0:3                 | 2:2        | 3:1        | 1:1         | 1:1           | 2:3                      | 1:4           | 3:0                 |                     | 0:0         | 3:1          | 0:2          | 3:3           | 1:2              | 3:2             |
| FC Augsburg              | 1:3               | 2:2        | 1:1               | 0:2                 | 2:1        | 0:0        | 1:1         | 3:2           | 1:0                      | 1:1           | 1:1                 | 1:3                 |             | 4:0          | 1:3          | 0:2           | 2:3              | 1:0             |
| Hamburger SV             | 0:1               | 0:4        | 2:5               | 2:1                 | 2:1        | 1:0        | 2:2         | 2:2           | 2:1                      | 2:1           | 0:3                 | 1:0                 | 1:0         |              | 0:0          | 2:1           | 1:1              | 1:2             |
| 1. FSV Mainz 05          | 1:3               | 2:3        | 1:1               | 4:4                 | 0:0        | 1:0        | 4:2         | 0:2           | 1:2                      | 0:1           | 4:2                 | 2:3                 | 2:0         | 3:1          |              | 1:1           | 2:0              | 2:1             |
| VfL Wolfsburg            | 0:6               | 0:1        | 1:5               | 2:1                 | 0:0        | 2:3        | 0:1         | 1:2           | 1:1                      | 0:1           | 1:0                 | 1:2                 | 1:2         | 1:0          | 0:0          |               | 3:0              | 1:0             |
| FC Ingolstadt 04         | 0:2               | 1:0        | 3:3               | 1:2                 | 2:2        | 0:2        | 1:2         | 2:4           | 0:2                      | 1:1           | 0:2                 | 1:1                 | 0:2         | 3:1          | 2:1          | 1:1           |                  | 3:2             |
| SV Darmstadt 98          | 0:1               | 0:2        | 2:1               | 1:1                 | 1:6        | 0:2        | 3:0         | 2:2           | 0:0                      | 2:1           | 1:0                 | 0:2                 | 1:2         | 0:2          | 2:1          | 3:1           | 0:1              |                 |

### Relegation
Die beiden Relegationsspiele zwischen dem Sechzehnten der Bundesliga und dem Dritten der 2. Bundesliga wurden am 25. und 29. Mai 2017 ausgetragen.
| Datum                                            |                        | Ergebnis  | !Tore                                                    |
| ------------------------------------------------ | ---------------------- | --------- | -------------------------------------------------------- |
| 25. Mai 2017                                     | VfL Wolfsburg          | 1:0 (1:0) | Eintracht Braunschweig \|\|1:0 Gómez (35., Handelfmeter) |
| 29. Mai 2017                                     | Eintracht Braunschweig | 0:1 (0:0) | VfL Wolfsburg \|\| 0:1 Vieirinha (49.)                   |
| Gesamt:                                          | VfL Wolfsburg          | 2:0       | Eintracht Braunschweig \|\|                              |
| Damit blieb der VfL Wolfsburg in der Bundesliga. |                        |           |                                                          |

### Torschützenliste
Bei gleicher Anzahl an Toren sind die Spieler alphabetisch gelistet.
| Pl.               | Spieler                   | Mannschaft               | Tore |
| ----------------- | ------------------------- | ------------------------ | ---- |
| 1.                | Pierre-Emerick Aubameyang | Borussia Dortmund        | 31   |
| 2.                | Robert Lewandowski        | FC Bayern München        | 30   |
| 3.                | Anthony Modeste           | 1. FC Köln               | 25   |
| 4.                | Timo Werner               | RB Leipzig               | 21   |
| 5.                | Mario Gómez               | VfL Wolfsburg            | 16   |
| 6.                | Andrej Kramarić           | TSG 1899 Hoffenheim      | 15   |
| 6.                | Max Kruse                 | Werder Bremen            | 15   |
| 8.                | Arjen Robben              | FC Bayern München        | 13   |
| 9.                | Vedad Ibišević            | Hertha BSC               | 12   |
| 10.               | Chicharito                | Bayer 04 Leverkusen      | 11   |
| 10.               | Serge Gnabry              | Werder Bremen            | 11   |
| 10.               | Florian Niederlechner     | SC Freiburg              | 11   |
| 10.               | Lars Stindl               | Borussia Mönchengladbach | 11   |
| 10.               | Sandro Wagner             | TSG 1899 Hoffenheim      | 11   |
| Stand: Saisonende |                           |                          |      |

### Scorerliste
Als Scorerpunkt (Ges.) zählen sowohl die erzielten Tore als auch die Torvorlagen (Vorl.) eines Spielers. Bei gleicher Anzahl von Scorerpunkten sind die Spieler zuerst nach der Anzahl der Torvorlagen und danach alphabetisch geordnet.
| Pl.               | Spieler                   | Mannschaft          | Ges. | Vorl. | Tore |
| ----------------- | ------------------------- | ------------------- | ---- | ----- | ---- |
| 1.                | Robert Lewandowski        | FC Bayern München   | 35   | 05    | 30   |
| 2.                | Pierre-Emerick Aubameyang | Borussia Dortmund   | 33   | 02    | 31   |
| 3.                | Emil Forsberg             | RB Leipzig          | 27   | 19    | 08   |
| 3.                | Anthony Modeste           | 1. FC Köln          | 27   | 02    | 25   |
| 5.                | Timo Werner               | RB Leipzig          | 26   | 05    | 21   |
| 6.                | Andrej Kramarić           | TSG 1899 Hoffenheim | 23   | 08    | 15   |
| 7.                | Arjen Robben              | FC Bayern München   | 22   | 09    | 13   |
| 7.                | Max Kruse                 | Werder Bremen       | 22   | 07    | 15   |
| 9.                | Ousmane Dembélé           | Borussia Dortmund   | 18   | 12    | 06   |
| 10.               | Thomas Müller             | FC Bayern München   | 17   | 12    | 05   |
| 10.               | Mario Gómez               | VfL Wolfsburg       | 17   | 01    | 16   |
| Stand: Saisonende |                           |                     |      |       |      |

### Meiste Torvorlagen
Bei gleicher Anzahl von Vorlagen sind die Spieler alphabetisch geordnet.
| Pl.               | Spieler          | Mannschaft          | Vorlagen |
| ----------------- | ---------------- | ------------------- | -------- |
| 1.                | Emil Forsberg    | RB Leipzig          | 19       |
| 2.                | Ousmane Dembélé  | Borussia Dortmund   | 12       |
| 2.                | Thomas Müller    | FC Bayern München   | 12       |
| 4.                | Franck Ribéry    | FC Bayern München   | 11       |
| 5.                | Arjen Robben     | FC Bayern München   | 09       |
| 6.                | Julian Brandt    | Bayer 04 Leverkusen | 08       |
| 6.                | Kerem Demirbay   | TSG 1899 Hoffenheim | 08       |
| 6.                | Vincenzo Grifo   | SC Freiburg         | 08       |
| 6.                | Zlatko Junuzović | Werder Bremen       | 08       |
| 6.                | Andrej Kramarić  | TSG 1899 Hoffenheim | 08       |
| Stand: Saisonende |                  |                     |          |

### Stadien, Zuschauer, Sponsoring und Ausstatter
|                   | Verein                   | Stadion (Sponsorenname)                        | Kapazität | Zuschauer   | pro Spiel | Auslastung | ausverkauft | Trikotsponsor           | Ausstatter         | Dauerkarten |
| ----------------- | ------------------------ | ---------------------------------------------- | --------- | ----------- | --------- | ---------- | ----------- | ----------------------- | ------------------ | ----------- |
| 01.               | Borussia Dortmund        | Westfalenstadion (Signal Iduna Park)           | 81.359    | 1.346.511   | 79.207    | 97,35 %    | 14/17       | Evonik Industries       | Puma               | 54.916      |
| 02.               | FC Bayern München        | Allianz Arena                                  | 75.021    | 1.275.408   | 75.024    | 100,03 %   | 17/17       | Deutsche Telekom        | Adidas             | 38.000      |
| 03.               | FC Schalke 04            | Veltins-Arena                                  | 62.271    | 01.028.607  | 60.506    | 97,17 %    | 4/17        | Gazprom                 | Adidas             | 43.935      |
| 04.               | Hamburger SV             | Volksparkstadion                               | 57.439    | 0889.446    | 52.320    | 91,79 %    | 4/17        | Emirates                | Adidas             | 26.000      |
| 05.               | Borussia Mönchengladbach | Borussia-Park                                  | 54.049    | 0869.871    | 51.169    | 94,64 %    | 7/17        | Postbank                | Kappa              | 30.000      |
| 06.               | 1. FC Köln               | Rheinenergiestadion                            | 50.000    | 0833.182    | 49.011    | 98,02 %    | 10/17       | Rewe Group              | Erima              | 25.500      |
| 07.               | Eintracht Frankfurt      | Commerzbank-Arena                              | 51.500    | 0831.982    | 48.940    | 95,03 %    | 5/17        | Krombacher              | Nike               | 27.000      |
| 08.               | Hertha BSC               | Olympiastadion                                 | 74.649    | 0805.530    | 47.384    | 63,69 %    | 2/17        | Bet-at-home             | Nike               | 18.000      |
| 09.               | RB Leipzig               | Red Bull Arena                                 | 42.959    | 0678.425    | 39.907    | 92,9 %     | 11/17       | Red Bull                | Nike               | 20.000      |
| 10.               | Werder Bremen            | Weserstadion                                   | 42.100    | 0672.546    | 39.562    | 93,97 %    | 12/17       | Wiesenhof               | Nike               | 25.000      |
| 11.               | Bayer 04 Leverkusen      | BayArena                                       | 30.210    | 0481.474    | 28.322    | 93,75 %    | 6/17        | Barmenia Versicherungen | Jako               | 19.000      |
| 12.               | 1. FSV Mainz 05          | Opel Arena                                     | 34.000    | 0468.585    | 27.564    | 81,07 %    | 4/17        | Kömmerling/Profine      | Lotto Sport Italia | 19.000      |
| 13.               | VfL Wolfsburg            | Volkswagen Arena                               | 30.000    | 0448.558    | 26.386    | 87,95 %    | 6/17        | Volkswagen              | Nike               | 21.500      |
| 14.               | FC Augsburg              | WWK Arena                                      | 30.660    | 0443.898    | 26.112    | 85,17 %    | 5/17        | WWK Versicherungsgruppe | Nike               | 18.500      |
| 15.               | TSG 1899 Hoffenheim      | Rhein-Neckar-Arena (Wirsol Rhein-Neckar-Arena) | 30.150    | 0440.688    | 25.923    | 85,98 %    | 5/17        | SAP                     | Lotto Sport Italia | 15.000      |
| 16.               | SC Freiburg              | Dreisamstadion                                 | 24.000    | 0406.709    | 23.924    | 99,68 %    | 15/17       | Schwarzwaldmilch        | Hummel             | 15.000      |
| 17.               | SV Darmstadt 98          | Jonathan-Heimes-Stadion am Böllenfalltor       | 17.000    | 0283.403    | 16.671    | 98,06 %    | 11/17       | Software AG             | Jako               | 11.500      |
| 18.               | FC Ingolstadt 04         | Audi-Sportpark                                 | 15.198    | 0247.130    | 14.537    | 95,65 %    | 8/17        | Media-Markt             | Adidas             | 11.000      |
| Gesamt            | Gesamt                   |                                                | 0802.565  | 012.451.953 | 040.693   | 091,34 %   | 0146/306    |                         |                    | 0438.851    |
| Stand: Saisonende |                          |                                                |           |             |           |            |             |                         |                    |             |

## Die Meistermannschaft des FC Bayern München
| 1.                | FC Bayern München |
| FC Bayern München | - Tor: Manuel Neuer (26/-); Sven Ulreich (5/-); Tom Starke (3/-) - Abwehr: David Alaba (32/4); Mats Hummels (27/1); Philipp Lahm (26/1); Javi Martínez (25/1); Rafinha (20/1); Juan Bernat (18/2); Jérôme Boateng (13/-) - Mittelfeld: Thomas Müller (29/5); Joshua Kimmich (27/6); Thiago (27/6); Arturo Vidal (27/4); Xabi Alonso (27/3); Arjen Robben (26/13); Douglas Costa (23/4); Franck Ribéry (22/5); Kingsley Coman (19/2); Renato Sanches (17/-) - Angriff: Robert Lewandowski (33/30) - Trainer: Carlo Ancelotti |

* Holger Badstuber (1/-) verließ den Verein während der Saison.

## Trainerwechsel
| Nach Spieltag | Verein                   | Tabellenplatz | Trainer                   | Nachfolger                | Quelle        |
| ------------- | ------------------------ | ------------- | ------------------------- | ------------------------- | ------------- |
| Sommerpause   | FC Bayern München        | Sommerpause   | Pep Guardiola             | Carlo Ancelotti           | [ 9 ]         |
| Sommerpause   | FC Ingolstadt 04         | Sommerpause   | Ralph Hasenhüttl          | Markus Kauczinski         | [ 10 ]        |
| Sommerpause   | RB Leipzig               | Sommerpause   | Ralf Rangnick             | Ralph Hasenhüttl          | [ 11 ]        |
| Sommerpause   | FC Schalke 04            | Sommerpause   | André Breitenreiter       | Markus Weinzierl          | [ 12 ] [ 13 ] |
| Sommerpause   | FC Augsburg              | Sommerpause   | Markus Weinzierl          | Dirk Schuster             | [ 14 ]        |
| Sommerpause   | SV Darmstadt 98          | Sommerpause   | Dirk Schuster             | Norbert Meier             | [ 15 ]        |
| 3             | Werder Bremen            | 18.           | Viktor Skripnik           | Alexander Nouri           | [ 16 ] [ 17 ] |
| 5             | Hamburger SV             | 16.           | Bruno Labbadia            | Markus Gisdol             | [ 18 ] [ 19 ] |
| 7             | VfL Wolfsburg            | 14.           | Dieter Hecking            | Valérien Ismaël           | [ 20 ] [ 21 ] |
| 10            | FC Ingolstadt 04         | 17.           | Markus Kauczinski         | Maik Walpurgis            | [ 22 ] [ 23 ] |
| 13            | SV Darmstadt 98          | 16.           | Norbert Meier             | Ramon Berndroth (interim) | [ 24 ]        |
| 14            | FC Augsburg              | 13.           | Dirk Schuster             | Manuel Baum               | [ 25 ]        |
| 16            | Borussia Mönchengladbach | 14.           | André Schubert            | Dieter Hecking            | [ 26 ] [ 27 ] |
| 16            | SV Darmstadt 98          | 18.           | Ramon Berndroth (interim) | Torsten Frings            | [ 28 ]        |
| 22            | VfL Wolfsburg            | 14.           | Valérien Ismaël           | Andries Jonker            | [ 29 ] [ 30 ] |
| 23            | Bayer 04 Leverkusen      | 9.            | Roger Schmidt             | Tayfun Korkut             | [ 31 ] [ 32 ] |

(Interimstrainer sind berücksichtigt, sofern sie ein Spiel absolvierten)

## Wissenswertes

### Allgemeines
- Da die deutsche Fußballolympiamannschaft an den Olympischen Spielen 2016 in Rio de Janeiro teilnahm, begann die Saison später als üblich. Aus diesem Grund wurde der 17. Spieltag erstmals nach der Winterpause ausgetragen.
- RB Leipzig spielte erstmals in der Bundesliga. Der Verein stellte den 55. Bundesligisten seit Gründung der Liga und außerdem den ersten aus den neuen Bundesländern seit 2009 sowie aus Sachsen seit 1995. RB ist der zweite Leipziger Club in der Bundesliga seit dem VfB Leipzig 1993/94.
- Mit dem 6:0-Sieg des FC Bayern München im Heimspiel gegen Werder Bremen am 26. August 2016 egalisierte dieser den Rekordsieg zum Saisonstart von Kickers Offenbach vom 24. August 1974.[33]
- Beim 3:0-Sieg des FC Bayern München gegen RB Leipzig am 21. Dezember 2016 (16. Spieltag) trafen mit Thiago (1:0; 17. Minute) und Xabi Alonso (2:0; 25. Minute) erstmals zwei spanische Spieler in einem Punktspiel. Eine Wiederholung dieses Vorkommnisses folgte am 4. März 2017 (23. Spieltag) beim 3:0-Sieg im Auswärtsspiel gegen den 1. FC Köln, als Javi Martínez zum 1:0 in der 25. und Juan Bernat zum 2:0 in der 48. Minute trafen.[34] Zudem musste RB Leipzig erstmals drei Gegentore in der Bundesliga hinnehmen.[35]
- Der FC Bayern München hatte mit dem 2:1-Sieg am 28. Januar 2017 (18. Spieltag) die letzten 13 Bundesliga-Spiele gegen Werder Bremen gewonnen; eine solche Serie gab es in der Bundesliga-Historie bisher bei keiner Paarung.[36]
- Das 50.000. Tor der Bundesligageschichte erzielte der Leverkusener Karim Bellarabi beim 3:1-Sieg im Auswärtsspiel gegen den FC Augsburg am 17. Februar 2017 (21. Spieltag) mit dem Treffer zum 1:0 in der 23. Minute.[37]
- Mit dem Treffer zum 1:1 in der sechsten Minute der Nachspielzeit erzielte Robert Lewandowski vom FC Bayern München im Auswärtsspiel gegen Hertha BSC am 18. Februar 2017 (21. Spieltag) das späteste Tor der Bundesligageschichte seit der detaillierten Datenerfassung.[38]
- In der Partie des 1. FSV Mainz 05 gegen den FC Schalke 04 (0:1) am 19. März 2017 (25. Spieltag) kam der Schiedsrichter Wolfgang Stark zu seinem 339. Einsatz als Bundesliga-Schiedsrichter. Er zog mit Markus Merk als Schiedsrichter mit den meisten Spielleitungen in der Fußball-Bundesliga gleich.[39] Am darauf folgenden 26. Spieltag leitete Stark mit der Partie des SC Freiburg gegen Werder Bremen (2:5) am 1. April 2017 sein 340. Bundesliga-Spiel, er stieg somit zum alleinigen Rekordhalter als Schiedsrichter mit den meisten Bundesliga-Einsätzen auf.[40]
- RB Leipzig qualifizierte sich nach dem 4:1-Sieg am 6. Mai 2017 (32. Spieltag) gegen Hertha BSC als erster Aufsteiger seit dem 1. FC Kaiserslautern 1998 für die UEFA Champions League und erreichte überdies als erster Aufsteiger seit Eintracht Frankfurt 2013 eine Europapokalqualifikation.[41]
- Nach dem Pokalsieg von Borussia Dortmund qualifizierten sich erstmals in einer Bundesliga-Saison alle Aufsteiger aus der 2. Bundesliga, RB Leipzig und der SC Freiburg, für den Europapokal, wo Freiburg aber an der Qualifikation scheiterte.

### Höchstwerte der Saison
- Der höchste Sieg der Saison war mit acht Toren Differenz das 8:0 des FC Bayern München gegen den Hamburger SV am 22. Spieltag.
- Die torreichste Partie der Saison war mit neun Toren das 4:5 von RB Leipzig gegen den FC Bayern München am 33. Spieltag.
- Das torreichste Unentschieden mit acht Toren war das 4:4 des 1. FSV Mainz 05 gegen die TSG 1899 Hoffenheim am 2. Spieltag.
- Der torreichste Spieltag mit 37 Toren war der 33. Spieltag am 13. Mai 2017.

### Rekord
- Der VfL Wolfsburg stellte innerhalb des Wintertransferfensters einen neuen ligainternen Einnahmerekord für diese Transferperiode auf. Der Verein verdiente 42,5 Mio. Euro mit Spielerverkäufen und überbot somit die bisherige Bestmarke von 37,3 Mio. Euro, die er selbst in der Spielzeit 2010/11 aufgestellt hatte.[42]

## Sonderabzeichen „25 Meisterschaften“
Für das Erreichen von 25 Meisterschaften in der Bundesliga erhielt der FC Bayern von der DFL zur Nutzung in der Saison 2016/17 ein Spezial-Logo für den Ärmel.

## Schiedsrichter
| Name                | Geboren       | Heimatverein         | Landesverband          | Spiele |       |    |    | Anmerkung                       |
| ------------------- | ------------- | -------------------- | ---------------------- | ------ | ----- | -- | -- | ------------------------------- |
| Deniz Aytekin       | 21. Juli 1978 | TSV Altenberg        | Bayern                 | 14     | 52    | 0  | 2  | FIFA-Schiedsrichter             |
| Benjamin Brand      | 10. Juli 1989 | FC Schallfeld        | Bayern                 | 13     | 48    | 3  | 1  |                                 |
| Felix Brych         | 3. Aug. 1975  | SV Am Hart München   | Bayern                 | 17     | 81    | 0  | 1  | FIFA-Schiedsrichter             |
| Benjamin Cortus     | 13. Dez. 1981 | TSV Burgfarrnbach    | Bayern                 | 8      | 19    | 0  | 0  | Neuling                         |
| Bastian Dankert     | 9. Juni 1980  | Brüsewitzer SV       | Mecklenburg-Vorpommern | 15     | 62    | 2  | 2  | FIFA-Schiedsrichter             |
| Christian Dingert   | 14. Juli 1980 | TSG Burg Lichtenberg | Südwest                | 14     | 56    | 0  | 1  | FIFA-Schiedsrichter             |
| Jochen Drees        | 15. März 1970 | SV Münster-Sarmsheim | Südwest                | 10     | 30    | 1  | 1  | letzte Saison in der Bundesliga |
| Marco Fritz         | 3. Okt. 1977  | SV Breuningsweiler   | Württemberg            | 17     | 62    | 0  | 0  | FIFA-Schiedsrichter             |
| Manuel Gräfe        | 21. Sep. 1973 | Hertha 03 Zehlendorf | Berlin                 | 17     | 56    | 2  | 1  | FIFA-Schiedsrichter             |
| Robert Hartmann     | 8. Sep. 1979  | SV Krugzell          | Bayern                 | 12     | 41    | 1  | 0  |                                 |
| Patrick Ittrich     | 3. Jan. 1979  | Mümmelmannsberger SV | Hamburg                | 10     | 57    | 0  | 3  |                                 |
| Robert Kampka       | 21. Feb. 1982 | TSV Schornbach       | Württemberg            | 8      | 27    | 1  | 0  | Neuling                         |
| Harm Osmers         | 28. Jan. 1985 | SV Baden             | Niedersachsen          | 9      | 29    | 1  | 0  | Neuling                         |
| Günter Perl         | 23. Dez. 1969 | MSV München          | Bayern                 | 13     | 42    | 1  | 1  | letzte Saison in der Bundesliga |
| Markus Schmidt      | 31. Aug. 1973 | SV Sillenbuch        | Württemberg            | 13     | 49    | 1  | 2  |                                 |
| Daniel Siebert      | 4. Mai 1984   | FC Nordost Berlin    | Berlin                 | 16     | 59    | 3  | 2  | FIFA-Schiedsrichter             |
| Wolfgang Stark      | 20. Nov. 1969 | DJK Altdorf          | Bayern                 | 17     | 78    | 0  | 3  | letzte Saison in der Bundesliga |
| Sascha Stegemann    | 6. Dez. 1984  | 1. FC Niederkassel   | Mittelrhein            | 16     | 48    | 0  | 1  |                                 |
| Tobias Stieler      | 2. Juli 1981  | SG Rosenhöhe         | Hessen                 | 18     | 73    | 2  | 2  | FIFA-Schiedsrichter             |
| Tobias Welz         | 11. Juli 1977 | FC 1934 Bierstadt    | Hessen                 | 3      | 11    | 0  | 0  | FIFA-Schiedsrichter             |
| Frank Willenborg    | 10. Feb. 1979 | SV Gehlenberg        | Niedersachsen          | 7      | 20    | 3  | 0  | Neuling                         |
| Guido Winkmann      | 27. Nov. 1973 | SV Nütterden         | Niederrhein            | 13     | 48    | 4  | 3  |                                 |
| Felix Zwayer        | 19. Mai 1981  | SC Charlottenburg    | Berlin                 | 17     | 62    | 3  | 1  | FIFA-Schiedsrichter             |
| Gesamt:             | Gesamt:       | Gesamt:              | Gesamt:                | 297    | 1.110 | 28 | 27 |                                 |
| Stand: 13. Mai 2017 |               |                      |                        |        |       |    |    |                                 |

Im Vergleich zur Vorsaison kommen mit Benjamin Cortus, Robert Kampka, Harm Osmers und Frank Willenborg gleich vier neue Schiedsrichter zum Einsatz. Mit Knut Kircher, Michael Weiner, Florian Meyer (Altersgrenze erreicht) und Peter Sippel (vorzeitiges Karriereende) verließen auch vier Schiedsrichter die höchste Spielklasse. Für Wolfgang Stark, Jochen Drees und Günter Perl ist die Saison 2016/17 ihre letzte in der Bundesliga.